# Wojejaiong
Wojejaiong är en ö i Marshallöarna.   Den ligger i kommunen Kwajalein, i den västra delen av Marshallöarna, 500 km nordväst om huvudstaden Majuro. Arean är 0,45 kvadratkilometer.
Terrängen på Wojejaiong är platt. Öns högsta punkt är 19 meter över havet. Den sträcker sig 0,8 kilometer i nord-sydlig riktning, och 2,0 kilometer i öst-västlig riktning.